# Château de Mesmont
Le château de Mesmont, également appelé château de Romance ou château de Mesmont-Romance, est un château situé à Mesmont, en France.

## Description
Un pavillon d'entrée donne sur un terre-plein rectangulaire autour duquel, au nord et à l'est, s'ordonnent des bâtiments, sans clore complètement ce terrain délimité par des douves. Ce pavillon d'entrée présente une façade en maçonnerie de briques ornée de pierres autour des ouvertures, et de chaînes harpées autour des angles. Il est surmonté d'un comble à forte pente. Un pont dormant suivi d'un pont-levis permet d'accéder à ce pavillon d'entrée. L'arcade surbaissée du passage charretier s'inscrit dans la feuillure du tablier.  Un corps de dépendances fait face à ce pavillon, avec des lucarnes surmontées de fronton triangulaire. Un pavillon est un peu isolé de ce corps de dépendance, surmonté d'une corniche à modillons. Au nord du terre-plein central se trouve le corps du logis, relié à une grosse tour ronde, parementée de pierres à la base et rez-de-chaussée, et de briques à l'étage.

## Localisation
Le château est situé sur la commune de Mesmont, dans le département français des Ardennes. Il est un peu à l'écart du village, après la sortie sud, à proximité de la D35, la route vers Sery.

## Historique
Une construction antérieure figure sur une gouache de Charles III de Croÿ, datée de 1607. On ne sait à quelle date cette construction fut détruite et le château actuel édifié. L'hypothèse retenue, de par le style, est une construction du XVIIe siècle. L'édifice précédent a-t-il été détruit en 1617 comme le château de Wasigny, par les troupes royales marchant sur Rethel, commandées par le duc de Guise et le marquis de Thémines, au moment où Louis XIII impose la fin de la régence de la reine-mère ? Les terres de Wasigny et de Mesmont appartenaient au début de ce XVIIe siècle à la même famille, les Villelongue. En 1639, celle-ci vend ses biens de Mesmont à une maison avec laquelle elle a tissé des liens familiaux, la famille de Romance,. 
Quelques générations plus tard, Germain-Hyacinthe de Romance, marquis de Mesmont, fils du marquis d'Acy-Romance, Hugues-Étienne de Romance, hérite  la propriété. Mais il émigre au moment de la Révolution française, ce qui lui vaut la confiscation de ses biens. Le château devient plus tard la propriété des Ternaux-Compans, et notamment du diplomate Maurice Ternaux-Compans. Pendant la Première Guerre mondiale, le château est en grande partie détruit par un incendie le 26 février 1916. En subsistent le pont dormant, la base du pavillon d'entrée, les maçonneries de pierre de la tour ronde et du corps de logis, ainsi que des dépendances. Maurice Ternaux-Compans reconstruit et restaure le domaine, dans l'entre-deux-guerres,.
L'édifice est inscrit au titre des monuments historiques en 1994.